# Listă de filme: D
| Listă de filme                                          | Listă de filme | Listă de filme | Listă de filme | Listă de filme | Listă de filme | Listă de filme |
| ------------------------------------------------------- | -------------- | -------------- | -------------- | -------------- | -------------- | -------------- |
| #                                                       | A              | B              | C              | D              | E              | F              |
| G                                                       | H              | I              | J · K          | L              | M              | N · O          |
| P                                                       | Q · R          | S · Ș          | T · Ț          | U · V          | W · X          | Y · Z          |
| Această infocasetă: vizualizare • discuție • modificare |                |                |                |                |                |                |

Aceasta este o listă de filme care încep cu litera D.
- Daredevil
- Death Note
- Destry
- Din Iad - Jack Spintecătorul
- Do The Right Thing
- Doctor Jivago
- Dodeskaden
- Dog Star Man
- Dogma
- Domiciliul conjugal
- Donnie Darko
- 28 de zile
- Dracula
- Dragoste cu preaviz
- Dogville
- Duel pe autostradă
- Dumnezeu pentru o zi
- Dune